# Horacy (imię)
Horacy – imię męskie pochodzące od łac. nazwy rodowej Horatius, której pochodzenie jest niejasne, przedłacińskie. Imię to występowało w Polsce już w średniowieczu, m.in. w formach Horacy, Oracy, a także Jaracz, Jeracz. 
Jego oboczną formą jest Horacjusz.
Horacy imieniny obchodzi 24 kwietnia.
Znane osoby noszące to imię:
- Horacy – rzymski poeta
- Horace Herring – amerykański bokser, srebrny medalista letnich igrzysk olimpijskich w 1948 w Londynie
- Horace Jones – brytyjski architekt
- Horatio Nelson – admirał floty brytyjskiej
- Horacy Safrin – polski poeta i satyryk
- Horacy Smith – amerykański wynalazca i konstruktor broni strzeleckiej, współzałożyciel firmy Smith & Wesson
- Horace Walpole – pisarz angielski
- Adam Horatio Casparini – organmistrz wrocławski